# Irlande-Roumanie en rugby à XV
Cet article retrace les confrontations entre l'équipe d'Irlande de rugby à XV et l'équipe de Roumanie de rugby à XV. Les deux équipes se sont affrontées à neuf reprises dont trois fois en Coupe du monde. Les Irlandais ont remporté les neuf confrontations.

## Historique
A noter que si l'Irlande a gagné l'ensemble de ses confrontations officielles contre la Roumanie, cette dernière a tout de même pu arracher un match nul chez les irlandais (13-13) en 1980, à Lansdowne Road, dans un match qui ne sera finalement pas reconnu par la fédération irlandaise,.
Le premier match officiel entre les deux nations, avec une équipe de Roumanie déjà sur le déclin, qui aboutit sur une écrasante victoire irlandaise 60-0 signe d'ailleurs à l'époque le record du nombre de points marqués par une équipe internationale dans un match.

## Les confrontations
Voici la liste des confrontations entre ces deux équipes :
| No | Date              | Lieu                                      | Match              | Score   | Compétition                           |
| -- | ----------------- | ----------------------------------------- | ------------------ | ------- | ------------------------------------- |
| 1  | 1er novembre 1986 | Lansdowne Road, Dublin, Irlande           | Irlande – Roumanie | 60 – 0  | Test match                            |
| 2  | 13 novembre 1993  | Lansdowne Road, Dublin, Irlande           | Irlande – Roumanie | 25 – 3  | Test match                            |
| 3  | 21 novembre 1998  | Lansdowne Road, Dublin, Irlande           | Irlande – Roumanie | 53 – 35 | Qualifications pour la Coupe du monde |
| 4  | 15 octobre 1999   | Lansdowne Road, Dublin, Irlande           | Irlande – Roumanie | 44 – 14 | Coupe du monde (poule E)              |
| 5  | 2 juin 2001       | Stade Dinamo, Bucarest, Roumanie          | Roumanie – Irlande | 3 – 37  | Test match                            |
| 6  | 7 septembre 2002  | Thomond Park, Limerick, Irlande           | Irlande – Roumanie | 39 – 8  | Test match                            |
| 7  | 11 octobre 2003   | Central Coast Stadium, Gosford, Australie | Irlande – Roumanie | 45 – 17 | Coupe du monde (poule A)              |
| 8  | 26 novembre 2005  | Lansdowne Road, Dublin, Irlande           | Irlande – Roumanie | 43 – 12 | Test match                            |
| 9  | 27 septembre 2015 | Wembley Stadium, Londres, Angleterre      | Irlande – Roumanie | 44 – 10 | Coupe du monde (poule D)              |
| 10 | 9 septembre 2023  | Stade de Bordeaux, Bordeaux, France       | Irlande – Roumanie | 82 – 8  | Coupe du monde (poule B)              |

### Confrontations non-officielles
| No | Date            | Lieu                            | Match                 | Score   | Compétition |
| -- | --------------- | ------------------------------- | --------------------- | ------- | ----------- |
| 1  | 18 octobre 1985 | Lansdowne Road, Dublin, Irlande | Irlande XV – Roumanie | 13 – 13 | Test match  |